# نظام بيانات الفيزياء الفلكية
نظام بيانات الفيزياء الفلكية (ADS) هو عبارة عن قاعدة بيانات على الإنترنت تضم أكثر من ثمانية ملايين ورقة بحثية في علم الفلك والفيزياء من مصادر تمت مراجعتها من قبل الزملاء ومن مصادر غير خاضعة لاستعراض الأقران. تتوفر الملخصات مجانًا على الإنترنت لجميع المقالات تقريبًا، وتتوفر المقالات الممسوحة ضوئيًا كاملة بتنسيق تبادل الرسومات (GIF) وتنسيق المستندات المحمولة (PDF) للمقالات القديمة. تم تطويره من قبل الإدارة الوطنية للملاحة الجوية والفضاء (ناسا)، ويديره مركز هارفارد سميثسونيان للفيزياء الفلكية.
تعد ADS أداة بحث قوية فقد كان لها تأثير كبير على كفاءة البحث الفلكي منذ إطلاقها في عام 1992. يمكن الآن إجراء عمليات البحث في الأدب التي كانت تستغرق أيامًا أو أسابيع في ثوانٍ عبر محرك بحث ADS، وهو مصمم خصيصًا لتلبية الاحتياجات الفلكية. وقد وجدت الدراسات أن الفائدة التي تعود على علم الفلك من ADS تعادل مئات من ملايين الدولارات الأمريكية سنويًا، ويقدر النظام تضاعف ثلاث مرات من قراء المجلات الفلكية.
يعد استخدام ADS عالميًا تقريبًا بين علماء الفلك في جميع أنحاء العالم، وبالتالي يمكن استخدام إحصاءات استخدام ADS لتحليل الاتجاهات العالمية في البحث الفلكي. كشفت هذه الدراسات أن مقدار الأبحاث التي يجريها عالم الفلك مرتبطة بنصيب الفرد من الناتج المحلي الإجمالي (GDP) للبلد الذي يقيم فيه، وأن عدد علماء الفلك في بلد ما يتناسب مع الناتج المحلي الإجمالي من ذلك البلد، وبالتالي فإن إجمالي كمية الأبحاث التي يتم إجراؤها في بلد ما يتناسب مع مربع ناتجها المحلي الإجمالي مقسومًا على عدد سكانها.